# Peter White (musicista)
Peter White (Luton, 20 settembre 1954) è un musicista britannico di genere jazz.
Oltre alla chitarra, suo strumento principale, suona anche la fisarmonica e il pianoforte. È noto per la sua collaborazione ventennale con Al Stewart. Il fratello di Peter, Danny White, era uno dei membri originali che formarono la band con sede nel Regno Unito Matt Bianco.

## Biografia
Nato a Luton, in Inghilterra, White è diventato famoso per la prima volta con il suo caratteristico stile accompagnando alla chitarra Al Stewart. In 20 anni con Stewart, ha scritto insieme a lui molte canzoni, tra cui il successo del 1978 Time Passages. Ha anche suonato nel gruppo Shot In The Dark, formazione che ha accompagnato Stewart e ha pubblicato un album omonimo nel 1981. Alla fine degli anni '80, White ha accompagnato la cantante Basia in una serie di album di successo. Nel 1996, Basia è apparsa nell'album di White Caravan of Dreams, come cantante nel singolo Just Another Day.
White ha iniziato a registrare i suoi album nel 1990. Le sue canzoni arrivate alla numero uno nella classifica Billboard Smooth Jazz Songs includono Midnight in Manhattan, registrata da Grover Washington, Jr. (1998), What Does It Take (To Win Your Love) (2006), Mister Magic (2007), Bright (2009), Good Day (2010), Here We Go (2012), Head Over Heels (2014) e Do I Do (2017).
White ha anche suonato in molti album dei Windows, da "ospite permanente". Nel 2001 e nel 2002 ha lavorato ai primi tre album da solista di Creed Bratton. White ha prodotto, mixato e suonato anche la chitarra in molte delle tracce.
Altri musicisti con cui ha suonato sono Earl Klugh, Rick Braun e Kirk Whalum.

## Discografia
- 1990 - Reveillez-Vous  (Chase Music)
- 1991 - Excusez-Moi (Sindrome)
- 1993 - Promenade (Sindrome)
- 1994 - Reflections (Sindrome)
- 1996 - Caravan of Dreams (Columbia)
- 1997 - Songs of the Season (Sony)
- 1998 - Perfect Moment (Sony)
- 2001 - Glow (Sony), N. 4 nella U.S. Jazz Albums Chart[4]
- 2004 - Confidential (Columbia), N. 3 nella U.S. Jazz Albums Chart[4]
- 2006 - Playin' Favorites (Sony), N. 4 nella U.S. Jazz Albums Chart[4]
- 2007 - Peter White Christmas (ARTizen Music Group), N. 12 nella U.S. Jazz Albums Chart[4]
- 2009 - Good Day (Concord Music Group), N. 2 nella U.S. Jazz Albums Chart[4]
- 2012 - Here We Go (Heads Up)
- 2014 - Smile (Heads Up)
- 2016 - Groovin' (Heads Up)
- 2019 - Music for STARLUX Airlines (Lobster Music)

## Riconoscimenti
Peter White ha vinto il premio di miglior musicista Smooth Jazz ai Canadian Smooth Jazz Awards 2007. È stato nominato miglior chitarrista ai National Smooth Jazz Awards per quattro anni consecutivi dal 2000 al 2003.